# Karlskrona-Ronneby kontrakt
Karlskrona-Ronneby kontrakt var ett kontrakt i Lunds stift inom Svenska kyrkan. Församlingarna i kontraktet ligger inom Karlskrona och Ronneby kommuner. Kontraktet införlivade 2021 Listers och Bräkne kontrakt och namnändrades samtidigt till Blekinge kontrakt.
Kontraktskoden var 0719. 

## Administrativ historik
Kontraktet bildades 1999 av
hela Karlskrona kontrakt med
- Aspö församling
- Augerums församling som 2002 uppgick i Lyckå församling
- Flymens församling som 2002 uppgick i Lyckå församling
- Fridlevstads församling
- Hasslö församling som 2010 uppgick i Nättraby-Hasslö församling
- Jämjö församling
- Karlskrona Amiralitetsförsamling (icke-territoriell församling)
- Karlskrona stadsförsamling
- Kristianopels församling
- Lösens församling som 2002 uppgick i Lyckå församling
- Nättraby församling som 2010 uppgick i Nättraby-Hasslö församling
- Ramdala församling
- Rödeby församling
- Sturkö församling
- Torhamns församling
- Sillhövda församling som 2010 uppgick i Fridlevstads församling
- Tvings församling som 2010 uppgick i Fridlevstads församling

hela Medelstads kontrakt med
- Ronneby församling
- Backaryds församling som 2006 uppgick i Ronneby församling
- Hjortsberga församling som 2002 uppgick i Listerby församling
- Edestads församling som 2002 uppgick i Listerby församling
- Eringsboda församling som 2006 uppgick i Ronneby församling
- Listerby församling som 2010 uppgick i Ronneby församling
- Förkärla församling som 2002 uppgick i Listerby församling
- Bräkne-Hoby församling
- Öljehults församling som 2006 uppgick i Ronneby församling

## Kontraktsprostar
| Ämbetstid | Namn             | Levnadstid | Övrigt |
| --------- | ---------------- | ---------- | ------ |
| -2009     | Claes Klingberg  |            |        |
| 2009-     | Pamela Garpefors |            |        |